# Drew Urquhart
Drew Bradly Urquhart (Vancouver, 9 maggio 1996) è un ex cestista canadese.